# 4300 Marg Edmondson
4300 Marg Edmondson este un asteroid din centura principală, descoperit pe 18 septembrie 1955, de Goethe Link Obs..